# 堀江 (大阪市)
堀江（ほりえ）は、大阪府大阪市西区南東部の地域名称。一般的に北堀江および南堀江を指す。郵便番号は北堀江が〒550-0014、南堀江が〒550-0015。

## 地理
東を西横堀川（埋立。現・阪神高速1号環状線北行き）、南を道頓堀川（西道頓堀川とも）、西を木津川、北を長堀川（西長堀川とも。埋立。現・長堀通）に囲まれた（囲まれていた）地域。東は島之内（西心斎橋）、南は難波（湊町・桜川）、西は寺島（千代崎）、北は下船場（新町）に隣接する。西横堀川から分岐して中央を西流する堀江川（埋立）によって北堀江と南堀江に分かれる。堀江新地の一角を占め、1943年（昭和18年）まで西区に所属していた道頓堀川南岸の浪速区幸町を含む場合もある。

## 歴史

### 江戸期の堀江
堀江は大坂城下の南西端に位置し、陸地になったのが最も遅い低湿地であり開発は遅れた。石山合戦の時期は、この地域はまだ海だったと思われ、石山本願寺を支援する毛利をはじめとする大名方と織田信長方の水軍同士の戦闘（木津川の戦い）がこの付近で行われている。
堀江川開削と堀江新地の開発以前には堀江という地域区分はなく、西横堀川沿いに横堀呉服町、道頓堀川沿いに新難波町、木津川沿いに下博労町、長堀川沿いに宗無町・次郎兵衛町と、縁辺部に町があるだけだった。慶安元年（1648年）に玉造口定番の屋敷地拡大のため、玉造の8つの町（二本松町・北新町・大津町・東伊勢町・伏見伊勢町・伏見清水町・伏見長屋町・越中町1丁目）が下博労町の内側に移転して新玉造8町が成立したが、それでも大半は荒地の状態にあった。

#### 堀江新地の開発
江戸幕府は天和3年（1683年）に淀川水系の河川改修を河村瑞賢に命じ、河川改修と並行して新地開発も行われるようになった。安治川開削と安治川新地、堂島川・曽根崎川改修と堂島新地が成立したのち、元禄11年（1698年）から堀江川開削と堀江新地の開発が始まった。
堀江川の名は、仁徳天皇が開いたという「難波の堀江」に由来するが、両者は場所が一致せず直接の関係はない。「難波の堀江」は上町台地北端から現在の吹田市江坂辺りまで長く延びていた「天満砂堆」という砂州を切り開いて、当時の淀川水系・大和川水系を西流させたもので、現在の大川天満橋付近に当たる。
堀江新地の開発によって堀江に24町（御池通1～6丁目・北堀江1～5丁目・南堀江1～5丁目・橘通1～8丁目）が成立。同時に道頓堀川の南岸に5町（幸町1～5丁目）、安治川開削により旧河道となった古川沿いに4町（富島1～2丁目・古川1～2丁目）が成立し、堀江新地33町と総称された。なお、堀江新地に含まれない縁辺部の町はその後22町を数えるようになった。

#### 堀江への優遇策
堀江新地は大坂では最後発の街であり、開発にかけた資金を回収するため、幕府は商業に対するさまざまな優遇策を打ち出してゆく。
- 船の営業権や市場の開設など、商いを起こしやすい制度を作った。
- 市内で制限されていた娯楽を許可し、賑わいを呼ぼうとした。たとえば相撲や能、文楽の興行、さらに売春業である待合茶屋の営業も許可した。なお、堀江新地と言えばこの堀江遊廓を意味することがある。

#### 江戸期の堀江の商業
これら優遇策により堀江は徐々に賑わいを見せ始める。
- まず諸国からの材木を扱う材木業が水運の便利で土地もある堀江に立地した。長堀川の河岸は「材木浜」と呼ばれるほどになり、江戸末期には家具製造、仏具製造、欄間製造などの関連産業も立ち上がった。
- 長堀川下流部の西長堀に土佐藩蔵屋敷があったが、名産の鰹節をここで全国に販売する鰹座を設置していた。現在も鰹座橋の交差点名が残る。
- 堀江川沿いには藍玉屋が並び染色業を営んだ。
- また、堀江には「青物市」（野菜市場）なども整備された。もともと大坂の青物は天満の天満青物市場が独占しており、他の町が青物市を出すことには強硬に反対していたが、堀江の発展のためここにだけ例外的に青物市が認められることになり、近郊農家の多い難波村などから多くの農民が野菜を売りに来た。

#### 江戸期の堀江の娯楽
堀江新地には寺を作る広い土地が確保され、元禄11年（1698年）和光寺という大きな寺が作られた。長野の善光寺は、本田善光が「難波の堀江」から金銅製阿弥陀像（欽明天皇の時代に百済の聖王（聖明王）から献呈されたが、仏教を嫌う守旧勢力によって川に投げ捨てられた）を拾い上げて故郷に祀ったことが起源とされているが、これに因み智善上人が「この場所こそ善光寺如来の出現の地」であると寺堂を建立した。この寺には大きな池があって真ん中に浮御堂があり阿弥陀如来をまつっていたため通称『あみだ池』と呼ばれ親しまれ、周辺は娯楽の中心となっていった。境内および周辺には講釈の寄席・浄瑠璃の席・大弓や揚弓・あやつり芝居・軽業の見世物や物売りの店が並び、2月の涅槃会に4月の灌仏会は特に賑やかだった。富くじの興行や植木市も有名であった。なお、和光寺が立地する堀江新地北部の当時の町名・御池通や、堀江の西部を南北に貫く通り・あみだ池筋の名はこの寺に由来する。
大坂相撲も堀江が発祥である。江戸初期は気風が荒々しく、相撲興行は観客同士の喧嘩、口論、暴力沙汰が耐えなかったため長い間幕府により禁止されており、最初は寺社への寄進名目の勧進相撲しか許可されなかった。寺社への寄進を目的としない興行的な勧進相撲は大坂の南堀江で元禄15年（1702年）に解禁され、以後さまざまな力士らが勧進元となり職業相撲を繰り広げ、やがて大坂相撲が公の許可で相撲興行ができるようになったため、全国の力士が試合のため堀江に集まるようになり、18世紀後半までは日本中の相撲の中心地となった。
芝居も盛んになり、豊竹此太夫らが人形浄瑠璃を堀江で演じるなど道頓堀の芝居街に負けない賑わいを見せた。また御池通の堀江遊郭は、幕府公認の三大遊郭の一つ新町遊廓に匹敵する賑わいを見せた。さまざまな人形浄瑠璃や浮世草子など小説の舞台となっている。

#### 堀江の町人の文化
この地の町人の中にはやがて、大坂の他の街とも共通することであるが、家業の傍ら趣味で学問を始め、哲学や自然科学に大きな功績を残すアマチュア学者も増えた。
特に、堀江の酒造家・坪井屋吉右衛門こと木村蒹葭堂（きむらけんかどう、1736年～1802年）は、少年時代から本草学を研究し文人画家でもあった。特に、自宅に日本だけでなく漢籍や西洋の博物学書籍、中国の書画、動植物や鉱物の標本、地図など膨大な資料を集めた図書館や博物館のようなものを作っていた。伊藤若冲に代表される、諸国より大坂に来た学者、文人、画人は、蒹葭堂の収集物を閲覧し研究するために堀江を訪れ互いに歓談・議論をし、全国のさまざまな知識人の出会いの場、学問や知識の情報交換の貴重な場となっていた。

#### 堀江の災害、特に津波
江戸時代の堀江はたびたび大火事を出した。住民の失火ばかりでなく、町内に密集する金属精錬の作業場も出火原因の一つであった。寛政3年（1791年）には「堀江・嶋之内焼（寛政南の大火）」と呼ばれる大火に見舞われ、焼失町数87、焼失世帯数13，382に及ぶ南北堀江の大半と嶋之内の全域を焼き尽し、三津寺、八幡宮などの神社仏閣や日本橋、毛綿屋橋、隆平橋、堀江橋などが焼け落ちた。元治元年（1864年）8月には、南堀江の西横堀川周辺に集中していた銅吹き屋など金属精錬業者、金属加工業者の中から出火し、付近一帯を焼失した。
また、元が低湿地だったこともあり、淀川水系の氾濫や台風の高潮では大きな被害を出した。河村瑞賢の元禄の工事の後も、大坂の河川は上流からの土砂がたまり川底が浅く洪水や高潮が起こりやすかった。大きな船も川底の浅さのため市内に遡れない状態で、以後明治中期に至るまで何度も河川改修の陳情が出されている。
高潮や洪水ばかりでなく津波も堀江を襲った。安政元年（1854年）11月4日、遠州灘から紀伊半島南東沖一帯を震源とするマグニチュード8.4の巨大な南海地震、安政南海地震にともなって発生した津波では、四国や紀州に壊滅的な被害が起こったが（稲むらの火の逸話は有名である）、大阪湾奥の天保山にまで山のような津波が押し寄せ大坂中の川に深い泥水が侵入した。揺れる地面や家屋の倒壊を恐れた住民は堀や川に浮かぶ船に避難したが、これが被害を拡大した。無数の船が津波に押し流され上流に殺到し、道頓堀川などに架かる橋に次々衝突して転覆しその衝撃で橋を落とし、船中や橋上の人は川に投げ出された。大小の船がさらに下流から押し流されてきて転覆した船や壊れた橋の上にうず高く折り重なった。川沿いの家々も津波によって浸水し破壊され、これらの要因で多くの犠牲者が出た。実は宝永四年（1707年）の宝永地震の大津波でも全く同じように、船による被害が出ており、その教訓が忘れ去られた故の悲劇であった。

### 明治以降の堀江
幕末以降も、水運に便利な堀江は物資の集散地、生産地として栄えた。明治3年（1870年）、岩崎弥太郎は、長堀川の鰹座橋南詰にあった土佐藩の蔵屋敷で藩が始めた九十九商会の監督に任ぜられた。翌年の廃藩置県後、九十九商会は個人事業となったが、弥太郎は県から土佐藩所有の船三隻を買い受け、1873年に三菱商会と改称し、海運と商事を中心に事業を展開した。翌1874年に本社を東京に移転したが、これが三菱グループの始まりであり、今でも堀江の蔵屋敷跡にある土佐稲荷神社はグループの原点に位置づけられ、グループ会社の役員たちが参拝している。
関西電力の前身である大阪電灯は明治末期、燃料輸送に便利な南堀江の道頓堀岸に発電所を作った。このレンガ造りの建物はのちに宇治川電気の変電所となり、その後長らく倉庫として使用されていたが、関電の超高層マンション建設のため2004年に取り壊された。
堀江周辺は四ツ橋筋を走る市電南北線、長堀沿いに走る東西線などが交差し、道頓堀川の南側の対岸には関西鉄道の湊町駅（吉野の材木を大量に大阪へ運び込んでいた）、高野鉄道の汐見橋駅が開設されるなど交通も至便であり、多くの市民が住み、働き、また茶屋や芝居小屋、劇場や寄席などで遊ぶ地域として繁栄した。

#### 町名の変遷（明治・大正）
幕末には46町あり、うち東西方向の町が36町、南北方向の町が10町だった。
東西方向の町（北から南の順）
- 高橋町・白髪町（長堀川以南）・長堀富田屋町（同左）・宇和島町（同左）・長堀平右衛門町（西横堀川以西・長堀川以南）
- 御池通（みいけどおり）6～1丁目
- 北堀江5～1丁目
- 南堀江5～1丁目
- 橘通（たちばなどおり）8～1丁目
- 新大黒町・新戎町・新難波西之町・徳寿町（とくじゅちょう）・新難波中之町・釜屋町・新難波東之町

南北方向の町（東から西の順）
- 吉野屋町
- 宮川町・桑名町・葭屋町（よしやまち）
- 二本松町・玉手町・松本町
- 西浜町・下博労町・伏見屋四郎兵衛町

慶応3年（1867年）に「戎」の字の使用が禁止されたため、新戎町（しんえびすちょう）が新恵町（しんえちょう）に改称された。
明治4年（1871年）に白髪町・長堀富田屋町・宇和島町の各堀江側が南白髪町・南富田屋町・南宇和島町に改称、新難波西之町が新難波町に改称、長堀平右衛門町の堀江側が吉野屋町に編入、新難波中之町が徳寿町に編入、新難波東之町が釜屋町に編入された。
明治5年（1872年）の町名改編で49町に改編され、うち東西方向の町が43町、南北方向の町が6町となった。
東西方向の町（北から南の順）
- 西長堀南通5～1丁目
- 北堀江裏通2～1丁目・北堀江上通3～1丁目
- 北堀江下通6～1丁目
- 北堀江通6～1丁目
- 南堀江通6～1丁目
- 南堀江上通5～1丁目
- 南堀江下通4～1丁目
- 西道頓堀通6～1丁目

南北方向の町（東から西の順）
- 北堀江一番町・南堀江一番町
- 北堀江二番町・南堀江二番町
- 北堀江三番町・南堀江三番町

明治45年（1912年）に北堀江下通が北堀江御池通に改称され、大正14年（1925年）に北堀江裏通2～1丁目が北堀江上通5～4丁目に改称された。

### 戦後の堀江
堀江は大阪大空襲で灰燼に帰したものの、再び材木業や家具販売業、堀江遊廓（赤線）などが復興した。しかし時代は水運から陸運へと変わり、堀江をめぐる川は西道頓堀川と木津川を除きすべて高度成長期に埋め立てられた。渋滞の激しく土地の狭い市内から材木業は郊外へと移転した。堀江遊廓も廃止されその面影は雑居ビルや駐車場となり消えていった。
家具屋街として知られた立花通りは高度成長期、とりわけ団塊の世代の結婚適齢期と重なった1970年代には空前の繁栄を見たが、次第に市民の郊外への転居、郊外の大型家具店の登場で廃れ始め、1990年代には人通りがほとんどないまでに寂れてしまった。

#### 町名の変遷（昭和）
昭和34年（1959年）の町名改編で45町に改編され、全て東西方向の町となった。
東西方向の町（北から南の順）
- 西長堀南通6～1丁目
- 北堀江上通3～1丁目
- 北堀江御池通6～1丁目
- 北堀江通6～1丁目
- 南堀江通6～1丁目
- 南堀江立花通6～1丁目
- 南堀江大通6～1丁目
- 西道頓堀通6～1丁目

1978年（昭和53年）に現行住居表示が実施され、8町となった。

### 近年

#### 堀江の商業地としての復活

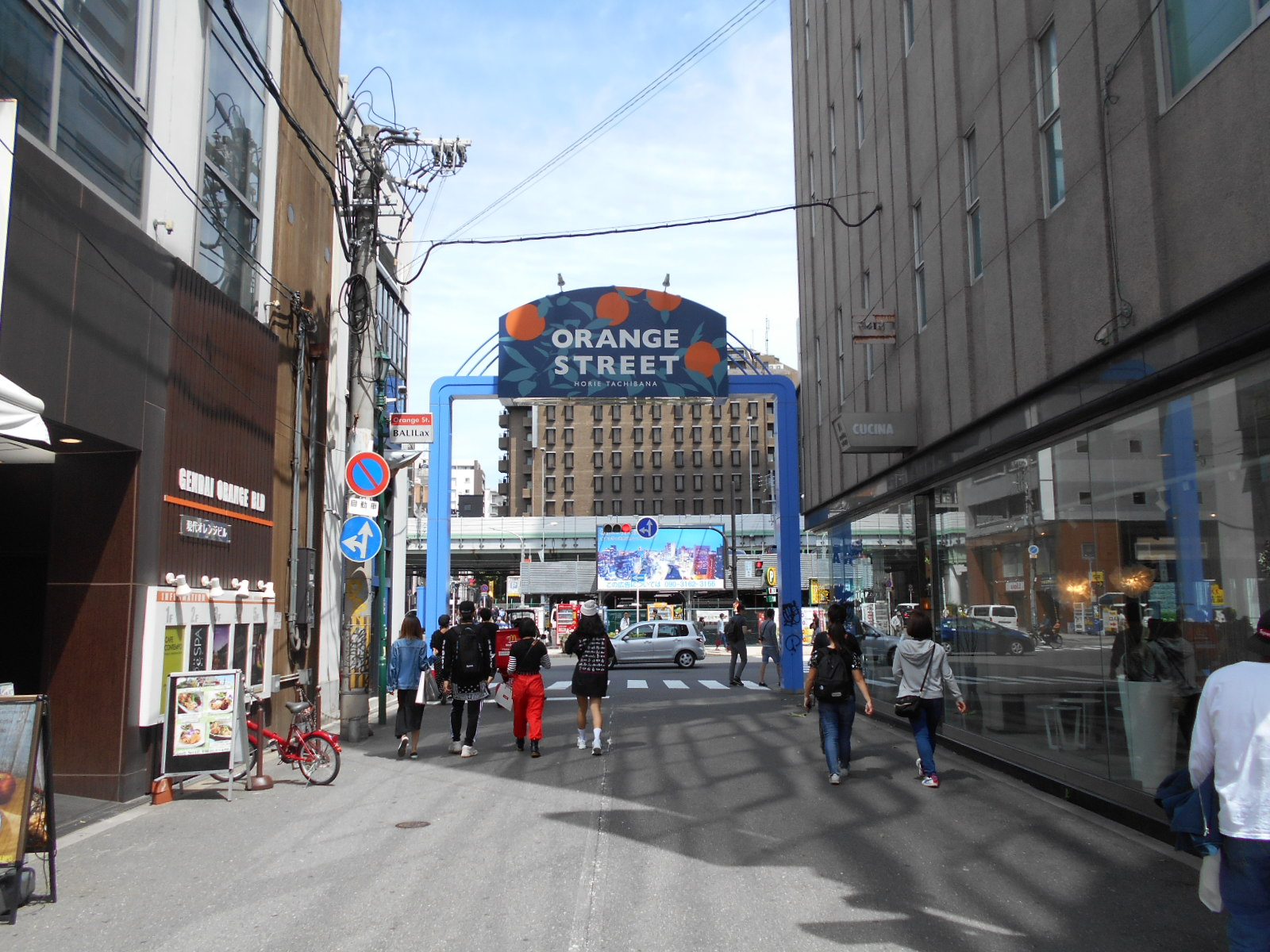
オレンジストリート（2018年5月）

堀江地区に西大橋駅が開業し、さらに木津川を挟んだ近隣地域に大阪ドームが開業した1997年（平成9年）頃を転機に、堀江は再生への道を歩み始めた。
廃業寸前だった立花通りの家具屋はバブル崩壊後、団塊の世代を中心とした息子たちの代の経営者に代替わりし、1992年頃から「オレンジ・ストリート」の愛称やフリーマーケット、ベストカップルコンテストなど若者向けの催しを企画し始めたが、西横堀川（阪神高速1号環状線）の東側のアメリカ村からは若者がなかなか流れてこない状態で、家具を購買させるには至らなかった。それでも催しや「家具フェスタ」など、「家具の町」を呼びかけ続けて模索するうちに好機が到来した。
- かつて何もなかったアメリカ村で若者向けの店を開いた日限萬里子らが、堀江公園があり緑も比較的多い堀江に注目して、ゆったり過ごせるようなカフェを開業させたこと
- アメリカ村の制御不可能に陥った雑踏や騒音と訪れる客層の低年齢化を嫌った若者層が新しくできる堀江のカフェや店舗群に注目し始めたこと
- さらに決定的だったのは立花通りの家具店跡に相次いで東京から大型セレクトショップが進出したことだった。
- 1998年頃には大手レコード会社ビーイング傘下のGIZA studioが進出起業し、ライブハウスやカフェなどの展開また不動産事業として次々にデザイナーズの高級マンションの建設や周辺ビルの購入（2021年現在、この堀江周辺の商業ビルや高級デザイナーズマンションはこのビーインググループの管理・所有が大半を占める）などで短期間で劇的に堀江を若者の街へと変化させた。

2001年頃には大阪へ進出する店舗が堀江に矢継ぎ早に開業し、地元勢もカフェやギャラリー、衣料店の複合店舗などを次々開店した。立花通りの人通りは激増した。旧来の家具屋も、セレクトショップのテナントビルに移行する者や、若者向けのインテリア店や高級インテリア店として改装する者が現れ、再び立花通りは家具選びの選択肢として浮上するようになった。SOHOや小規模事務所なども新規に開業し、デザイナーらの拠点としても機能し始めた。
この結果、大阪の地価が下がり続けた1990年代後半、勢いのある商業地として評価された堀江の四つ橋筋沿いの地価は下げ止まるようになり、2000年頃より地価が上昇しており、2021年現在は地価の高い土地となっている。また、治安も以前と比べて大幅に改善された。

#### 堀江の将来

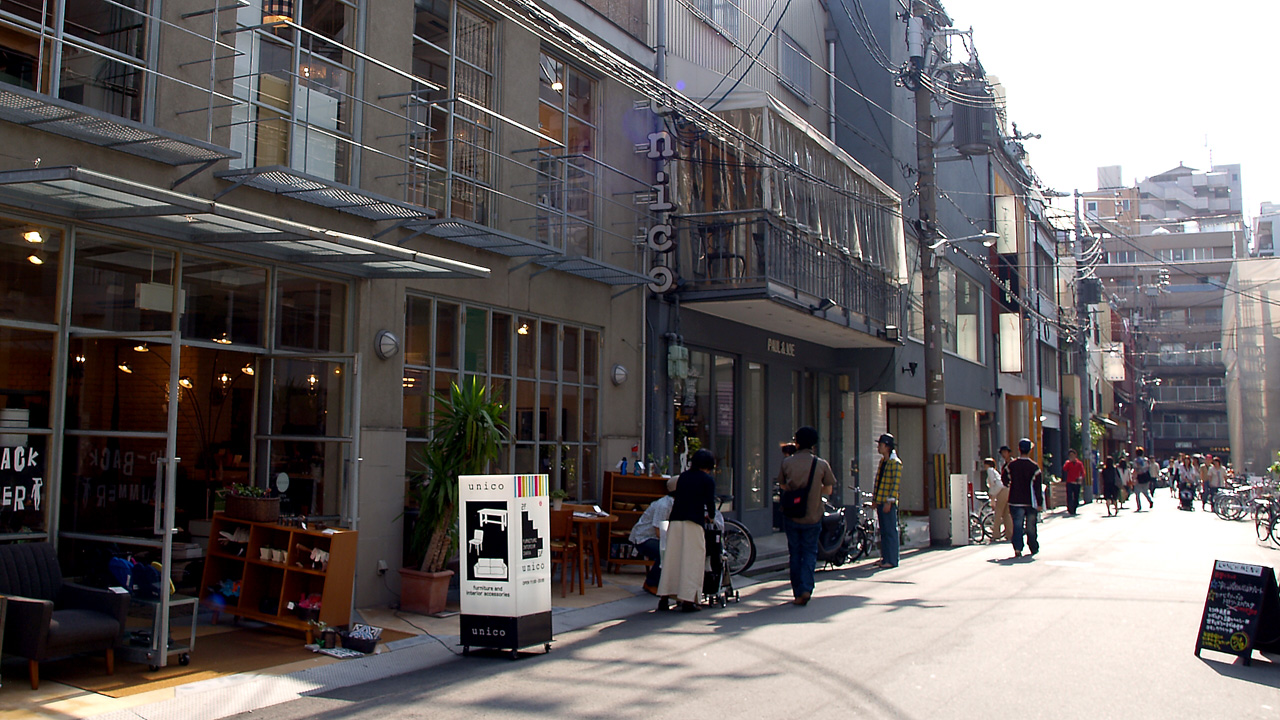
南堀江一丁目付近（2006年5月撮影）

2005年現在、店舗の立地は立花通り沿いから、四ツ橋筋の新築の大規模ビルや、路地裏の町家、長屋など多様化し面上の広がりを見せ、業種も服やインテリア、カフェのみならずますます多様化、細分化している。地域は旧来の店舗や住宅、オフィスビルと、それらを改装した新しい店舗、新築の現代建築、緑の多い公園などが混在し、キタやミナミといった旧来の大阪の商業中心的な繁華街にはない緩やかな空気が流れている。
また、立花通りや堀江公園を中心とした南堀江中心の出店が、北堀江やなにわ筋より西の方にまで広がり、さらに新町や靭公園、南船場、心斎橋などとも繋がりを持っていることも注目できる。地元住民が近年の活況で自信を取り戻したこと、なおかつ無秩序な店の出店には歯止めをかけている功績も大きい。こういった活況が大阪市役所など行政の手によらず、志を持った住人たちの力で起こった事は町の再生の成功例として評価されている。

## 施設

### 公共施設
北堀江
- 大阪市立西高等学校
- 大阪市立堀江小学校
- 大阪市立中央図書館（愛称辰巳商会中央図書館）

南堀江
- 大阪市立日吉小学校

### 公園
北堀江
- 土佐公園 - 岩崎彌太郎舊邸跡。
- 阿弥陀池公園
- 西長堀公園

南堀江
- 堀江公園
- 南堀江公園
- 高台橋公園
- 日吉公園

### 社寺
北堀江
- 土佐稲荷神社
- 和光寺 - あみだ池の通称で知られる。
- 最勝寺

南堀江
- 御霊神社堀江行宮
- 萬福寺

## 出身人物
- 宮崎武吉（旧姓・井上、弁護士） - 北堀江三番町生まれ[4]。